# جيمس إل. هارت
جيمس إل. هارت (بالإنجليزية: James L. Hart)‏ هو سياسي أمريكي، ولد في 1944. حزبياً، نشط في الحزب الجمهوري.